# Stazione di Scorcetoli
La stazione di Scorcetoli è una fermata ferroviaria posta sulla linea Pontremolese.
È situata in località Cantiere e serve il centro abitato di Scorcetoli, frazione del comune di Filattiera.

## Storia

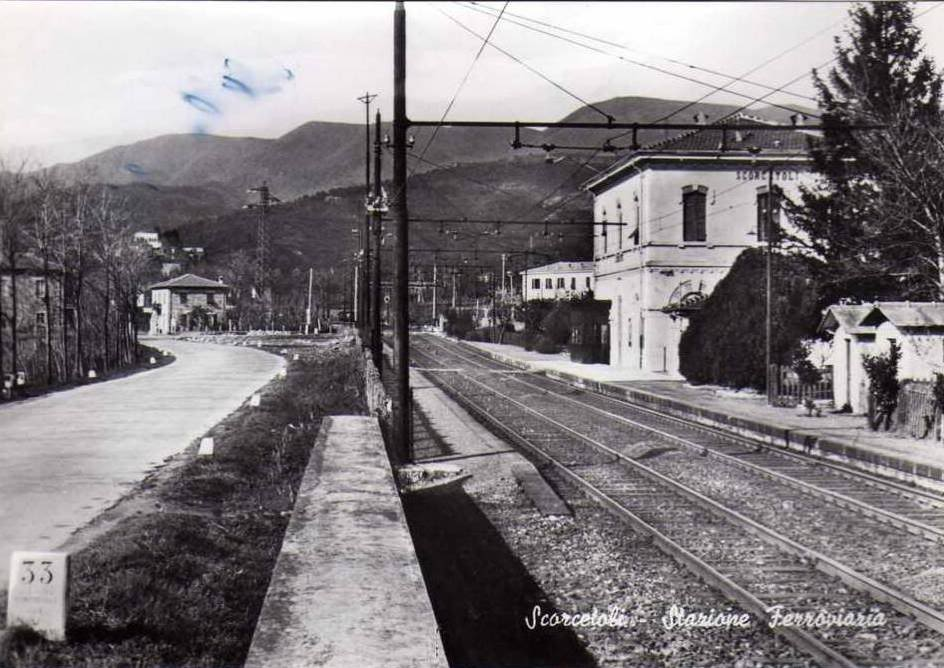
Veduta della stazione in una cartolina d'epoca. Particolare degno di nota è costituito dalle mensole della catenaria trifase, riutilizzate anche agli albori dell'elettrificazione della linea in corrente continua

La stazione di Scorcetoli venne attivata il 15 novembre 1888, in concomitanza con l'apertura del tronco ferroviario da Pontremoli a Vezzano Ligure. Successivamente venne declassata a semplice fermata e quindi privata del secondo binario, originariamente utilizzato per l'effettuazione di incroci e precedenze.

## Strutture e impianti
La fermata dispone di un fabbricato viaggiatori e di una banchina che serve l'unico binario di corsa. È presente una piccola sala di attesa dotata di panchine ed obliteratrici automatiche. Non sono presenti servizi igienici (chiusi) e pensiline.
Il secondo binario, che già nel 1992 risultava scollegato, venne rimosso completamente agli inizi degli anni duemila, insieme alla relativa banchina ed attraversamento a raso.
Vi era anche un binario di scalo, anch'esso già smantellato nel 1992, del quale rimaneva solo un deviatoio nei pressi del passaggio a livello adiacente alla fermata.
Tale binario partiva dall'impianto e terminava in sede ribassata rispetto al binario della linea nei pressi di un ponte in direzione Parma. Un altro binario attualmente inutilizzato (ma al 2014 ancora esistente) era impiegato come asta di raccordo e si diramava da quello di scalo per terminare sopraelevato dietro la stazione.

## Servizi
La stazione dispone di:
- Sala d'attesa

## Movimento
La fermata è scarsamente utilizzata, ed era servita da quattro coppie di treni giornalieri prima del cambio orario 2023/24.